# Paul Reaney
Paul Reaney (* 22. Oktober 1944 in London) ist ein ehemaliger englischer Fußballspieler. Als langjähriger Spieler von Leeds United in den 1960er und 1970er Jahren gewann er u. a. die englische Meisterschaft, den FA Cup, sowie den Messestädte-Pokal.

## Leeds United (1962–1978)
Unter der Leitung von Trainer Don Revie war Leeds 1964 in die Football League First Division aufgestiegen und etablierte sich auf Anhieb in der ersten englischen Liga. In der Saison 1964/65 musste sich Leeds United dem punktgleichen Titelträger Manchester United nur aufgrund des schlechteren Torquotienten geschlagen geben. Zudem erreichte der Verein das Finale des FA Cup und verlor dieses nur knapp mit 1:2 gegen den FC Liverpool. Es folgten nach einer weiteren Vizemeisterschaft 1965/66, zwei vierte Plätze in den beiden Folgejahren. Erfolgreicher agierte der Verein 1968 im League Cup als United im Finale den FC Arsenal mit 1:0 bezwang. Einen weiteren Titel sicherte sich Leeds im Messestädte-Pokal 1967/68, nach dem im Finale Ferencváros Budapest mit 1:0 und 0:0 bezwungen werden konnte.
In der First Division 1968/69 gewann die Mannschaft um Kapitän Billy Bremner, Jack Charlton, Johnny Giles, Norman Hunter, Peter Lorimer und Reaney die erste englische Meisterschaft der Vereinsgeschichte. Paul Reaney agierte als unumstrittener Stammspieler und erzielte ein Tor in 42 Ligaspielen. Im Europapokal der Landesmeister 1969/70 scheiterte United erst im Halbfinale am schottischen Meister Celtic Glasgow, zudem verlor Leeds das Finale des FA Cup 1970 gegen den FC Chelsea. Nach drei Vizemeisterschaften in Folge und einem dritten Platz 1973, sicherte sich Leeds in der Saison 1973/74 den zweiten Meistertitel. Die Mannschaft hatte sich Vergleich zu 1969 auf einigen Positionen verändert. So steuerten dieses Mal Allan Clarke, Gordon McQueen und Trevor Cherry ihren Teil zur Meisterschaft bei.
Zuvor hatte Leeds bereits zwei weitere Titel gewinnen können. 1971 holte United sich zum zweiten Mal nach 1968 den Messepokal, in zwei Spielen setzte sich Paul Reaney mit seinen Mitspielern im Finale des Messestädte-Pokal 1970/71 gegen Juventus Turin um Helmut Haller und Fabio Capello durch. 1972 gewann das Team zum ersten Mal in der Vereinsgeschichte den FA Cup durch ein 1:0 im Finale gegen den FC Arsenal. Die Teilnahme am Europapokal der Pokalsieger 1972/73 führte Leeds ins Finale gegen den AC Milan, welches mit 0:1 verloren ging. Nach der Meisterschaft 1974 verließ Don Revie nach 13 sehr erfolgreichen Jahren Leeds und löste Alf Ramsey nach der verfehlten Qualifikation zur Fußball-Weltmeisterschaft 1974 als englischer Nationaltrainer ab. Sein Nachfolger Brian Clough wurde nach 44 turbulenten Tagen von Jimmy Armfield abgelöst, der Leeds als erst zweite englische Mannschaft nach Manchester United 1968 ins Finale des Europapokal der Landesmeister 1974/75 führte. Dieses verlor die Mannschaft jedoch mit 0:2 gegen den deutschen Meister FC Bayern München. Ein Teil der Leeds-Fans fühlte sich nach umstrittenen Entscheidungen betrogen und sorgte mit seiner Randale für eine internationale Sperre des Vereins in den folgenden drei Jahren.
In der Meisterschaft konnte Leeds bis zu Paul Reaneys Abschied 1978 nicht mehr an die Erfolge der Revie-Jahre anknüpfen und fand sich überwiegend im Mittelfeld der Tabelle wieder. Reaney verbrachte noch drei weitere Spielzeiten bei Bradford City bzw. bei Newcastle KB United in Australien, ehe er 1981 seine Karriere beendete.

## Englische Nationalmannschaft (1968–1971)
Paul Reaney feierte sein Debüt in der englischen Nationalmannschaft am 11. Dezember 1968 bei einem 1:1 gegen Bulgarien. Sein drittes und letztes Länderspiel bestritt er am 3. Februar 1971 bei einem 1:0-Sieg gegen Malta.

## Erfolge
- Messepokalsieger: 1968, 1971
- Englischer Meister: 1969, 1974
- FA-Cup-Sieger: 1972
- Englischer Ligapokalsieger: 1968
- Charity-Shield-Gewinner: 1969